# أبيوكوتا
أبيوكوتا هي عاصمة ولاية أوغون وأكبر مدنها، وتقع غرب نيجيريا.

## الموقع

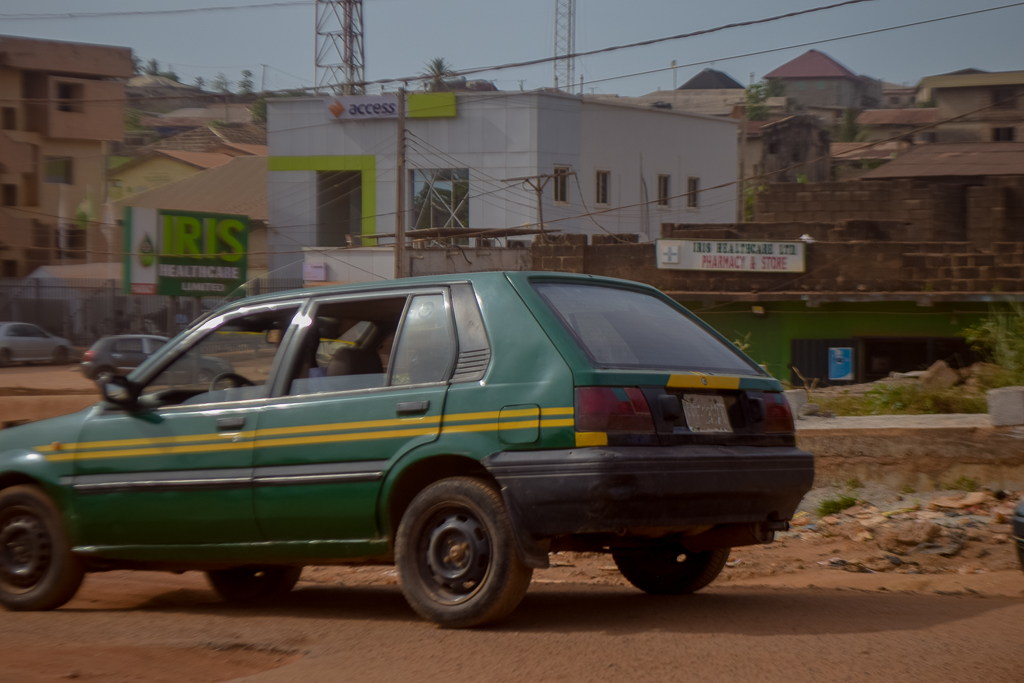
Abeokuta Taxi

تقع غرب نيجيريا على الضفة الشرقية من نهر أوغون. وتقع بين مدينتي لاغوس وإيبادان، وتبعد عن كليهما بحوالي 100كم، إلا أنه يمكن اختصار المسافة بينها وبين لاغوس إلى 77كم عبر السكك الحديدية.

## النقل والمواصلات
ترتبط أبيوكوتا بالعديد من مدن نيجيريا عن طريق السكك الحديدية، وهذه المدن هي لاغوس وإيبادان وإيلارو وشاجومو وإيسيين ومدينة كيتو البنينية.

## الاقتصاد

### الزراعة
تتميز أبيوكوتا بخصوبة أرضها، حيث تقع ضمن نطاق السافانا. تنتج أبيوكوتا العديد من المحاصيل منها زيت النخيل والخشب والمطاط واليام والكسافا والذرة وزبدة الشيا والفواكه المختلفة، وكذلكالأرز والقطن الذان أدخلهما المبشرون إلى المدينة في خمسينات القرن التاسع عشر.

### الصناعة
يعمل سكان المدينة بالصناعة خاصة صناعة الزيوت والمنسوجات والصناعات الغذائية وغيرها.

### التجارة
كانت أبيوكوتا قديماً مركزاً لتجارة الرقيق، أما الآن فهي مركز لتصدير الكاكاو ومنتجات النخيل والفواكه وجوزة الكولا.

## السكان
كانت المدينة قديماً صغيرة وكانت مساكنها مبنية بالطوب اللبن، أما الآن فهي من أكبر المدن في نيجيريا من حيث عدد السكان.
في 2005، بلغ عدد سكان مدينة أبيوكوتا 593,140 نسمة، فيما بلغ عددها 888924 نسمة في 2012.

## أعلام
- كريستيانا أبيودن ايمانويل
- موداشيرو لاوال
- أندرو ديك
- شين لوال
- فيلا كوتي